# 明石全登
- 明石 全登
- あかし てるずみ
- あかし たけのり
- あかし ぜんとう
- あかし じゅすと

明石 全登（あかし てるずみ）は、安土桃山時代から江戸時代初期にかけての武将、大名（名前については下記参照）。宇喜多氏の家臣。宣教師を自分の屋敷に住まわせて保護するほどの熱烈なキリシタン武将でもあった。

## 生涯

### 名前について
全登を「ぜんとう」と音読みで読むのは法号と解釈してで、霊名からの当て字で「じゅすと」と読むとする説もある。全登を諱と解釈して訓読みする場合では、『翁草』は「たけのり」と傍訓を施しており、他にも「いえのり」や「なりとよ」と訓を施す書籍もある。「てるずみ」は『日本人名大辞典』に従った。
諱は、全登以外にも、景盛（かげもり）や守重（もりしげ）など複数伝わり、定かではない。通称は掃部（かもん）で、明石掃部とも言う。
大西泰正は「全登」について「これも同時代の史料に見出せない。掃部当人もそう名乗らぬし、秀家やイエズス会宣教師といった周囲の人々もそうは呼ばず、掃部の死後にといってもいいであろう、大坂の陣後まとめられた編纂史料でしか確認できない。従って､諸説ある「全登」の読み方にはこれといった正解は存在しないし、掃部を「全登」と書くのは、真田信繁を「幸村」と称するような問題を孕んでいる」と指摘をしている。

### 略歴
備前国保木城主の明石行雄（景親）の子として生まれた。
生年を知る確実な史料は存在しないが、小川博毅は永禄12年（1569年）前後に保木城で生まれた可能性が高いとする。備前明石氏（美作明石氏）は赤松氏の末裔（守護大名赤松円心の次男・赤松貞範の子孫）であり、銅山運営者、技術統率者の側面を持つ一族である。
父の行雄は、天神山城主の浦上宗景の家臣であったが、天正3年（1575年）9月の浦上氏滅亡の際には宇喜多直家に呼応して寝返り、以後、宇喜多家に帰属することになった。行雄は弟の景季（景行）と共に、直家とその子の宇喜多秀家に仕えて天正16年（1588年）に諸大夫（従五位下）、4万石の知行までになった。
行雄の嫡子・全登も、行雄が存命中の文禄5年（1597年）4月以前にその跡を継いで、和気郡（現備前市吉永町）大俣城（大股城）の城主・家老となったが、領国行政には携わっていない。
慶長4年（1599年）、お家騒動（宇喜多騒動）が起こって、家宰（執政）の長船綱直が殺害されると、関与した4人の重臣（戸川達安・宇喜多詮家（坂崎直盛）・岡貞綱・花房正成）が出奔したため、全登が家宰として宇喜多家中を取り仕切った。当初、3万3,110石の知行だったが、秀家の岳父である太閤・豊臣秀吉の直臣としても知行を貰い、併せて10万石取りとなった。
慶長5年（1600年）、徳川家康と対立していた石田三成が挙兵すると、全登は宇喜多秀家に従って出陣し、石田方の西軍に与すると7月から8月にかけて伏見城を攻略（伏見城の戦い）。9月14日の杭瀬川の戦いでは、中村一栄をまず撃ち破って前哨戦を勝利し、9月15日の関ヶ原の戦い本戦では、宇喜多勢1万7,000のうちの8,000名を率いて先鋒を務めた。宇喜多勢は福島正則を相手に善戦したが、小早川秀秋の裏切りをきっかけとして敗戦。全登は、討ち死にしようとした主君・秀家を諫めて大坂城へ退くように進言し、殿軍を務めた。西軍敗走の際に黒田長政に遭遇したという記述がある。
戦後、岡山城に退くが、城は既に荒らされていて、秀家とも連絡が取れずにそのまま出奔。
宇喜多氏が没落し浪人となった全登は、キリシタン大名であり、母が明石一族である黒田如水の下で庇護されたといわれている。中でも、如水の弟で熱心なキリシタンであった黒田直之が全登を匿ったとされている。如水の死後、息子の黒田長政がキリスト教を禁止したため、柳川藩の田中忠政を頼ったとされている。ただしこの時期の消息については諸説ある。
慶長19年（1614年）、大坂冬の陣が起こると信仰上の問題で豊臣方として参陣した。翌慶長20年（1615年）の夏の陣では、まず道明寺の戦いに参加。後藤基次が突出して戦死し敗れたが、全登隊は水野勝成・神保相茂・伊達政宗勢と交戦して混乱に陥れ、政宗と相茂の同士討ちを起している。この戦いで全登は負傷した。天王寺・岡山の戦いでは、旧蒲生氏郷家臣の小倉行春と共に全登は300余名の決死隊を率いて、家康本陣への突入を狙っていたが、天王寺口で友軍が壊滅したことを知ると、水野勝成、松平忠直、本多忠政、藤堂高虎の軍勢からなる包囲網の一角を突破して戦場を離脱した。
その後の消息は不明である。『徳川実紀』『土屋知貞私記』『石川家中留書』など徳川方の複数の家伝が全登はこの戦いで討ち取られたとし、『大坂御陣覚書』『大坂記』は水野勝成家臣の汀三右衛門が首を獲ったとし、『石川家中留書』では石川忠総がその手で討ち取り、全登が豊臣秀頼から賜った吉光の短刀も奪ったとする。一次史料としては5月14日付鳳来寺宛鈴木平兵衛（鈴木重好もしくは鈴木重辰か）書状には井伊直孝が獲った全登の首が佐和山に送られたとある。
このように幾つかの史料は戦死説をとるが、それ以上に落ち延びたとする伝承も多く、『大村家譜』『山本豊久私記』など幾つかは嫡子内記と共に九州に、『土佐国諸氏系図（根須村明石氏系図）』では、阿波国経由で土佐国庄谷相村上久保へ逃れたとし、『戸川家譜』『武家事紀』など、南蛮に逃亡したのであろうと書かれたものもあるほどで、諸説あって判然としない。もし南蛮へ渡ったとすればイエズス会文書などで特筆されるはずだが、全登の消息は記されていない事から南蛮逃亡説は空想の産物であろうとされている。

## 子孫
小川博毅によれば、日本各地にある明石全登（掃部）の末裔を自称する家系が多々あるが、いずれも確証はなく、おそらく明石一族の誇りとして明石全登（掃部）の事跡が語り継がれているあいだに、これらの家では、いつのまにか、全登（掃部）が自家の先祖に祀り上げられていったとしている。
- 秋田県比内町に明石全登の子孫と伝えられる一族がある。家伝によれば大坂落城後に仙台で伊達政宗に保護される。しかし、幕府の詮議が厳しくなったので津軽に移動し、津軽信枚の保護を受けて弘前城内に匿われた。全登の三人の男子は弘前を離れて流浪の末に扇田にたどり着いて定住したと言われる。子孫と伝えられる明石家には全登から伝えられた仏像が残っている。元国際連合事務次長の明石康は同地の明石一族の出身で全登の子孫と伝えられている[26]。
- 三好直政[注釈 7]に嫁した娘を母とする三好政盛は、9歳の頃から小姓として徳川家光に仕え、男色者であった将軍の寵愛を受けて、従五位下能登守に叙任され、上総国市原郡で2千石を領する出世を果たし、中奥の御小姓となった[27]。
- 岡山県備前市吉永町出身で旧閑谷学校で教鞭を執った農民学者・武元君立（1770-1820）と、兄の武元登々庵は、明石全登の子・景行の婿養子・武元正高の後裔とされている[5]。なお、君立の曾孫にあたるのは明石照男で、その妻は渋沢栄一の三女・愛子。
- 『島津家久袖判條書』の寛永10年（1633年）12月7日付の文書に、「赤石掃部子、定早ゝ可召上候事」という一文があり[28]、薩摩藩主の忠恒（家久）は家臣に指示して、明石全登の子を召し抱えようとしたが、別の家臣矢野主膳がキリシタンの嫌疑で幕府に捕縛され、薩摩藩に他にもキリシタンが潜伏していると自白したことから、明石小三郎にも累が及んで、矢野主膳とその家族五名、ジュアン又三郎と同じく処刑された[29]。

## 系譜
- 父：明石行雄
- 母：モニカ[4] - 宇喜多直家の異母妹
- 正室：宇喜多直家の娘
- 生母不明の子女
  - 男子：小三郎[4]
  - 男子：明石景行 - 明石景季（景行）の養子
  - 男子：明石内記
  - 女子：カタリナ[4] - 岡平内某室
  - 女子：レジイナ[4] - 三好直政室[27][注釈 7]

## 関連作品
映画
- 修羅城（1929年、演：清川荘司）
- 恋車（1930年、演：市川小文治）
- 乞食大将（1952年〈製作は1945年〉、演：葛木香一）
- 忍術真田城（1960年、演：有川正治）
- 忍術大阪城（1960年、演：有川正治）
- あらくれ大名（1960年、演：岡譲司）
- 花と野盗の群れ（1962年、演：近衛十四郎）
- 士魂魔道 大龍巻（1964年、演：三船敏郎）
- 真田幸村の謀略（1979年、演：中村錦司）
- 関ヶ原（2017年、演：杉山英之）

テレビドラマ
- 風神の門（1980年、演：竜崎勝）
- 関ヶ原（1981年、演：城所英夫）
- 徳川家康（1983年、演：清水信一）
- 本多の狐 徳川家康の秘宝（1992年、演：夏八木勲）
- 葵 徳川三代（2000年、演：松橋登）
- 武蔵 MUSASHI（2003年、演：京本政樹）
- 真田丸（2016年、演：小林顕作）
- どうする家康（2023年、演：小島久人）

トレーディングカードアーケードゲーム
- 戦国大戦（2014年～、声：三浦祥朗）
- 戦国アスカZERO（2015年～、声：竹内恵美子）

## 関連図書
- 松田毅一 「一条兼定・明石掃部について」、海老沢有道監修・基督教史学会編『切支丹史論叢』 小宮山書店、1953年。
- フーベルト・チースリク 「キリシタン武将―明石掃部―」、『歴史読本』 329号、1981年。
- フーベルト・チースリク 「明石掃部とその一族」、高祖敏明監修『秋月のキリシタン』 教文館、2000年。
- 石田善人 「明石と明石氏について」、藤井駿先生喜寿記念会編『岡山の歴史と文化』 福武書店、1983年。
- 大西泰正 「明石掃部の基礎的考察」、『岡山地方史研究』 125号、2011年。
- 大西泰正 『明石掃部の研究』 同刊行会、2012年。
- 森本繁『明石掃部』学研M文庫、2006年。ISBN 978-4-05-900453-0。